# Dżudajdat Bakara
Dżudajdat Bakara – wieś w Syrii, w muhafazie Dajr az-Zaur. W 2004 roku liczyła 4283 mieszkańców.